# وينترسفيل (أوهايو)
وينترسفيل (بالإنجليزية: Wintersville, Ohio)‏ هي معلم جغرافي تقع في الولايات المتحدة في مقاطعة جفرسون. يقدر عدد سكانها بـ 3,924 نسمة ومساحتها 8.08 كم2 .

## التركيبة السكانية
قام مكتب تعداد الولايات المتحدة بتحديد بيانات التركيبة السكانية لوينترسفيل في تعداد الولايات المتحدة. في ما يلي، التركيبة السكانية حسب تعدادي 2000 و2010.

### تعداد عام 2000
بلغ عدد سكان وينترسفيل 4,067 نسمة بحسب تعداد عام 2000، وبلغ عدد الأسر 1,743 أسرة وعدد العائلات 1,188 عائلة مقيمة في القرية. في حين سجلت الكثافة السكانية 1,154.4 نسمة لكل ميل مربع (445.7/كم2). وبلغ عدد الوحدات السكنية 1,802 وحدة بمتوسط كثافة قدره 511.5 نسمة لكل ميل مربع (197.5/كم2).
وتوزع التركيب العرقي للقرية بنسبة 92.82% من البيض و 0.02% من الأمريكيين الأصليين و 0.20% من الأمريكيين ذوي الأصول الآسيوية و 6.02% من الأمريكيين الأفارقة و 0.91% من عرقين مختلطين أو أكثر.
بلغ عدد الأسر 1,743 أسرة كانت نسبة 23.2% منها لديها أطفال تحت سن الثامنة عشر تعيش معهم، وبلغت نسبة الأزواج القاطنين مع بعضهم البعض 54.9% من أصل المجموع الكلي للأسر، ونسبة 9.6% من الأسر كان لديها معيلات من الإناث دون وجود شريك، وكانت نسبة 31.8% من غير العائلات. تألفت نسبة 29.4% من أصل جميع الأسر من أفراد ونسبة 14.6% كانوا يعيش معهم شخص وحيد يبلغ من العمر 65 عاماً فما فوق. وبلغ متوسط حجم الأسرة المعيشية 2.78، أما متوسط حجم العائلات فبلغ 2.26.
بلغ العمر الوسطي للسكان 45 عاماً. وكانت نسبة 18.4% من القاطنين تحت سن الثامنة عشر، وكانت نسبة 6.6% بين الثامنة عشر والأربعة وعشرون عاماً، ونسبة 25.4% كانت واقعةً في الفئة العمرية ما بين الخامسة والعشرون حتى والأربعة وأربعون عاماً، ونسبة 28.4% كانت ما بين الخامسة والأربعون حتى الرابعة والستون، ونسبة 21.2% كانت ضمن فئة الخامسة والستون عاماً فما فوق. يوجد لكل 100 أنثى 93.4 ذكر، ويوجد لكل 100 أنثى في الثامنة عشر من عمرها فما فوق 89.5 ذكر.
بلغ متوسط دخل الأسرة في القرية 35,330 دولار، أما متوسط دخل العائلة فبلغ 46,190 دولار. وكان متوسط دخل الذكور 38,125 دولار مقابل 20,969 دولار للإناث. وسجل دخل الفرد الخاص بالقرية 18,941 دولار. وكانت نسبة 3.7% من العائلات ونسبة 6.9% من السكان تحت خط الفقر، وكان من هؤلاء نسبة 7.1% تحت سن الثامنة عشر ونسبة 3.6% في الخامسة والستين من العمر وما فوق.

### تعداد عام 2010
بلغ عدد سكان وينترسفيل 3,924 نسمة بحسب تعداد عام 2010، وبلغ عدد الأسر 1,740 أسرة وعدد العائلات 1,083 عائلة مقيمة في القرية. في حين سجلت الكثافة السكانية 1,257.7 نسمة لكل ميل مربع (485.6/كم2). وبلغ عدد الوحدات السكنية 1,840 وحدة بمتوسط كثافة قدره 589.7 لكل ميل مربع (227.7/كم2).
وتوزع التركيب العرقي للقرية بنسبة 91.4% من البيض و 0.1% من الأمريكيين الأصليين و 0.8% من الأمريكيين ذوي الأصول الآسيوية و 6.4% من الأمريكيين الأفارقة و 1.1% من عرقين مختلطين أو أكثر.
بلغ عدد الأسر 1,740 أسرة كانت نسبة 23.6% منها لديها أطفال تحت سن الثامنة عشر تعيش معهم، وبلغت نسبة الأزواج القاطنين مع بعضهم البعض 47.1% من أصل المجموع الكلي للأسر، ونسبة 10.7% من الأسر كان لديها معيلات من الإناث دون وجود شريك، بينما كانت نسبة 4.4% من الأسر لديها معيلون من الذكور دون وجود شريكة وكانت نسبة 37.8% من غير العائلات. تألفت نسبة 34.0% من أصل جميع الأسر من أفراد ونسبة 18.4% كانوا يعيش معهم شخص وحيد يبلغ من العمر 65 عاماً فما فوق. وبلغ متوسط حجم الأسرة المعيشية 2.79، أما متوسط حجم العائلات فبلغ 2.20.
بلغ العمر الوسطي للسكان 48.8 عاماً. وكانت نسبة 17.8% من القاطنين تحت سن الثامنة عشر، وكانت نسبة 6.7% بين الثامنة عشر والأربعة وعشرون عاماً، ونسبة 20% كانت واقعةً في الفئة العمرية ما بين الخامسة والعشرون حتى والأربعة وأربعون عاماً، ونسبة 30.6% كانت ما بين الخامسة والأربعون حتى الرابعة والستون، ونسبة 24.9% كانت ضمن فئة الخامسة والستون عاماً فما فوق. وتوزع التركيب الجنسي للسكان بنسبة 46.8% ذكور و53.2% إناث.

## الموقع الجغرافي
الموقع الجغرافي للمناطق المحيطة بهذه النقطة هو كالتالي: